# 科龐
科龐（挪威語：Koppang）是挪威的城鎮，由海德馬克郡負責管轄，位於該國東南部，面積2.18平方公里，鎮上有學校、商店、電影院、圖書館、書店、銀行等，2011年人口1,174。
61°34′N 11°04′E / 61.567°N 11.067°E